# グロスター スパローホーク
グロスター スパローホーク
日本で運用されたスパローホーク I
- 用途：艦上戦闘機
- 分類：複葉機
- 設計者：ヘンリー・フォーランド
- 製造者：グロスター・エアクラフト
- 運用者：イギリス海軍・大日本帝国海軍
- 初飛行：1921年
- 生産数：91機
- 生産開始：1921年
- 運用開始：1921年
- 退役：1928年

グロスター スパローホーク（Gloster Sparrowhawk）は、1920年代前半のイギリスの単座戦闘機で、グロスター・エアクラフトがニューポール ナイトホークを発展させたものである。日本海軍のために50機が製造され、さらに日本で40機が製造され、1921年から1928年の間運用された。
1920年初めにニューポルが閉鎖されると、主任設計者のヘンリー・フォーランドをグロスターに雇われ、グロスターはニューポール ナイトホーク戦闘機の製造権を入手した。1921年イギリスが日本海軍の航空技術の向上のために、センピル教育団を派遣するときグロスターはナイトホークを改造して日本海軍の仕様に合わせた。ナイトホークの性能は搭載されているABC ドラゴンフライエンジンの信頼性のなさによって害されていたので、ナイトホークの在庫の部品にエンジンをベントリーBR2を装着した機体50機を製造し、さらに40機分の部品が横須賀海軍技術工廠で組み立てられるために送られた。
グロスターで製作された50機のうち30機が単座の陸上戦闘機のスパローホークIで、複座の練習機型のスパローホークII、10機と艦載用のスパローホークIII、10機である。横須賀海軍技術工廠で組み立てられた40機はスパローホークIである。
1機のスパローホークIIが民間機として製造され、1922年にはロンドンで行われたAerial Derbyに参加した。後にグロスター グルースの原型機となった。
1921年から日本海軍での運用が開始され、航空母艦「鳳翔」は未完成であったので、戦艦「山城」の砲塔の上に設けられた甲板から10機のスパローホークIIIの離陸訓練に用いられた。「鳳翔」が完成した時点では国産の戦闘機、一〇式艦上戦闘機が運用されたため空母での運用はなかった。陸上基地で1928年まで練習機として運用された。

## 派生型
- Sparrowhawk I

Mars IIとも呼ばれた。陸上戦闘機、30機がグロスターで製造された。40機が横須賀海軍技術工廠で組み立てられた。
- Sparrowhawk II

Mars IIIとも呼ばれる。複座の練習機。
- Sparrowhawk III

Mars IV、単座艦上戦闘機。10機製造。

## 主要諸元
- 乗員：1名
- 全長：5.99 m
- 翼幅：8.51 m
- 全高：3.20 m
- 翼面積：25.1 m2
- 翼型：RAF 15
- 自重：839 kg
- 全備重量：982 kg
- エンジン：1× ベントレー BR2 ロータリーエンジン 230 hp

- 最大速度：201 km/h
- 航続距離：483 km
- 実用上昇限度：5,150 m
- 翼面荷重：39.1 kg/m2
- 馬力荷重：0.18 kW/kg
- 4,600mまでの上昇時間：25.5分
- 航続時間：3時間